# (13548) 1992 ER1
1992 إي أر 1 (ويعرف أيضًا باسم (13548) 1992 إي أر 1 وفق تسمية الكوكب الصغير) (بالإنجليزية: 1992 ER1)‏ هو كويكب ضمن حزام الكويكبات؛ وترتيبه 13548 من حيث الاكتشاف.
اكتُشف هذا الجُرم الفلكي بواسطة هيروشي كانيدا في 8 مارس 1992.

## وصلات خارجية
- (13548) 1992 ER1 في قاعدة بيانات مختبر الدفع النفاث لأجرام النظام الشمسي الصغيرة

- الاكتشاف · مخطط المدار ·  العناصر المدارية · المعلمات المادية

- (13548) 1992 ER1 على موقع ويكي سكاي: DSS2, SDSS, GALEX, IRAS, Hydrogen α, X-Ray, Astrophoto, Sky Map, Articles and images